# Hexalectris revoluta
Hexalectris revoluta là một loài thực vật có hoa trong họ Lan. Loài này được Correll mô tả khoa học đầu tiên năm 1941.